# نيكولاس لومبارتس
نيكولاس روبرت كرستيان لومبايرتس ( Nicolas Robert Christian Lombaerts )لاعب كرة قدم بلجيكي، يلعب في نادي زينيت سانت بطرسبرغ الروسي، كما يلعب لمنتخب بلجيكا المشارك في بطولة كأس العالم 2014 في البرازيل .

## مسيرته الكروية
لعب نيكولاس لومبارتس خلال مسيرته الاحترافية مع 3 أندية في ستة عشر موسمًا وسجل خلالها 11 هدفًا ضمن 322 مباراة. حيث فاز في موسمين بالكأس وفي أربعة مواسم بالدوري.
خاض نيكولاس لومبارتس مسيرته مع نادي غينت في موسم 2004–05 واستمر معه طيلة ثلاثة مواسم، مشاركًا في 76 مباراة سجل خلالها هدفًا واحدًا. ثم انتقل إلى نادي زينيت سانت بطرسبرغ في موسم 2007 ليلعب معه عشرة مواسم، حيث شارك في 194 مباراة سجل خلالها 9 أهداف. لينتقل بعدها إلى نادي أوستينده في موسم 2017–18 واستمر معه طيلة ثلاثة مواسم، مشاركًا في 52 مباراة سجل خلالها هدفًا واحدًا.

## روابط خارجية
- نيكولاس لومبارتس على موقع الاتحاد الدولي (مؤرشف)  (الإنجليزية)
- نيكولاس لومبارتس على موقع الاتحاد الأوربي (الإنجليزية)
- نيكولاس لومبارتس على موقع الاتحاد البلجيكي (الإنجليزية)
- نيكولاس لومبارتس على موقع قاعدة بيانات كرة القدم.إي يو (الإنجليزية)
- نيكولاس لومبارتس على موقع ناشيونال فوتبول تيمز (الإنجليزية)
- نيكولاس لومبارتس على موقع Soccerway.com (الإنجليزية)
- نيكولاس لومبارتس على موقع عالم كرة القدم.نت (الإنجليزية)
- نيكولاس لومبارتس على موقع كووورة
- نيكولاس لومبارتس على موقع AS.com (الإسبانية)